# Уайт Харт Лейн
Уайт Харт Лейн е стадионът на английския футболен клуб Тотнъм Хотспър. Той е разположен в Тотнъм, Северен Лондон. През 2006 г. след малки промени в конфигурацията на седалките капацитетът на съоръжението беше повишен на 36, 310 седящи места.
Привържениците на Тотнъм често наричат стадиона „Дъ Лейн“ или „WHL“ (от първите букви на наименованието на стадиона на английски White Hart Lane).
Спърс се местят на стадиона през 1899 г., като в първия си мач побеждават с 4:1 отбора на Нотс Каунти. 5000 души присъстват на този мач. Между 1908 и 1972 г. Уайт Харт Лейн е един от много малкото британски стадиони, където няма рекламни пана.
През 1923 г. стадионът може да побира вече 50000 зрители под своите козирки. През 30-те години на XX век гледането на футбол е изключително популярен начин за прекарване на свободното време и поради тази причина, въпреки че Тотнъм е един средняшки отбор, 75 038 зрители присъстват на загубата на „шпорите“ от Съндърланд през март 1938 г. в мач от Купата на футболната асоциация. През 1953 г. за първи път са монтирани прожектори на Уайт Харт Лейн, като през 70-те години те са ремонтирани. по това време Тотнъм се е легитимирал като един от най-добрите отбори на Албиона и редовно отчита една от най-високоие посещаемости в цялото английско първенство.